# 黃飛鴻之南北英雄
《黃飛鴻之南北英雄》（又名《黃飛鴻之生化人》），是一部2018年中國電影，由林珍钊執導，赵文卓、維妮、唐文龙、李璐兵、魏小歡、陳辰等人主演，於2018年5月18日在愛奇藝上映。
其續集《黃飛鴻之怒海雄風》亦於2018年開拍，並於該年年底上映。

## 演員
| 演員   | 角色   | 介紹                               |
| 趙文卓 | 黃飛鴻 |                                    |
| 維妮   | 十三姨 | 黃飛鴻留洋歸國的親戚，暗戀黃飛鴻。 |
| 唐文龍 | 吳鎮南 | 北拳宗師。                         |
| 李璐兵 | 梁寬   | 黃飛鴻的徒弟。                     |
| 魏小歡 | 路小月 |                                    |
| 陳辰   | 豬肉榮 | 黃飛鴻的徒弟，本名林世榮。         |
| 郜玄铭 | 牙擦蘇 | 黃飛鴻的徒弟，不會武功。           |
| 李炳渊 | 鬼腳七 | 黃飛鴻的徒弟。                     |
| 许政国 | 张俊山 |                                    |

## 製作
2017年9月15日，本片在浙江省横店影视城正式開拍。同年10月殺青。
該影片雖保留了之前黃飛鴻電影的經典角色（如十三姨、梁寬、鬼腳七等），但也加入了生化人等創新題材。趙文卓認為在傳承經典的同時也要增添一些現代元素。導演林珍钊表示最早在籌畫這個項目時就是要針對網際網路用戶的，雖然影片的品質和演員陣容已達院線級別，但仍堅持在網路上映。

## 發行
2018年5月16日在北京蓝色港湾舉行首映典禮。5月18日在愛奇藝上映，短短8小時內播放量達五百萬，28小時內突破千萬，6天內破三千萬。

## 續集
2018年5月22日，趙文卓在廣東佛山舉行的「功夫佛山——黄飞鸿系列电影启动仪式」上表示第二部黃飛鴻電影即將開拍。6月1日，續集《黃飛鴻之怒海雄風》正式開拍，同年12月在愛奇藝正式上映。

## 外部連結
- 互联网电影数据库（IMDb）上《黃飛鴻之南北英雄》的资料（英文）
- 豆瓣电影上《黃飛鴻之南北英雄》的資料 （简体中文）
- 时光网上《黃飛鴻之南北英雄》的資料（简体中文）